# Campeonato Mundial de Tiro con Arco en Sala de 2005
El VIII Campeonato Mundial de Tiro con Arco en Sala se celebró en Aalborg (Dinamarca) entre el 22 y el 28 de marzo de 2005 bajo la organización de la Federación Internacional de Tiro con Arco (FITA) y la Federación Danesa de Tiro con Arco.

## Medallistas

### Masculino
| Evento                    | Oro                                                             | Plata                                                        | Bronce                                                             |
| ------------------------- | --------------------------------------------------------------- | ------------------------------------------------------------ | ------------------------------------------------------------------ |
| Arco recurvo individual   | Erdem Zhigzhitov · Rusia                                        | Victor Wunderle Estados Unidos                               | Olexandr Serdiuk · Ucrania                                         |
| Arco recurvo por equipo   | Ihor Parjomenko · Markiyan Ivashko · Olexandr Serdiuk · Ucrania | Marco Galiazzo · Michele Frangilli · Amedeo Tonelli · Italia | Andrei Abramov · Erdem Zhigzhitov · Balzhinima Tsyrempilov · Rusia |
| Arco compuesto individual | Reo Wilde Estados Unidos                                        | Morgan Lundin · Suecia                                       | Morten Bøe · Noruega                                               |
| Arco compuesto por equipo | Dave Cousins Rod Menzer Reo Wilde Estados Unidos                | Stefano Mazzi · Antonio Tosco · Daniele Bauro · Italia       | Martin Damsbo Tom Henriksen Niels Dall Dinamarca                   |

### Femenino
| Evento                    | Oro                                                       | Plata                                                                  | Bronce                                                             |
| ------------------------- | --------------------------------------------------------- | ---------------------------------------------------------------------- | ------------------------------------------------------------------ |
| Arco recurvo individual   | Nataliya Burdeina · Ucrania                               | Tetiana Dorojova · Ucrania                                             | Christina Schäfer · Alemania                                       |
| Arco recurvo por equipo   | Fabienne Bourdon Virginie Arnold Svetlana Roudeva Francia | Tetiana Berezhna · Tetiana Dorojova · Nataliya Burdeina · Ucrania      | Małgorzata Sobieraj · Karina Lipiarska · Izabela Niemiec · Polonia |
| Arco compuesto individual | Mary Zorn Estados Unidos                                  | Fátima Agudo · España                                                  | Jamie van Natta Estados Unidos                                     |
| Arco compuesto por equipo | Mary Zorn Jamie van Natta Amber Dawson Estados Unidos     | Oktiabrina Bolotova · Sofia Goncharova · Svetlana Kondrashenko · Rusia | Valérie Fabre Françoise Volle Anne-Marie Bloch Francia             |

## Medallero
| Núm. | País           | Oro | Plata | Bronce | Total |
| ---- | -------------- | --- | ----- | ------ | ----- |
| 1    | Estados Unidos | 4   | 1     | 1      | 6     |
| 2    | Ucrania        | 2   | 2     | 1      | 5     |
| 3    | Rusia          | 1   | 1     | 1      | 3     |
| 4    | Francia        | 1   | 0     | 1      | 2     |
| 5    | Italia         | 0   | 2     | 0      | 2     |
| 6    | España         | 0   | 1     | 0      | 1     |
| 6    | Suecia         | 0   | 1     | 0      | 1     |
| 8    | Alemania       | 0   | 0     | 1      | 1     |
| 8    | Dinamarca      | 0   | 0     | 1      | 1     |
| 8    | Noruega        | 0   | 0     | 1      | 1     |
| 8    | Polonia        | 0   | 0     | 1      | 1     |
|      | TOTAL          | 8   | 8     | 8      | 24    |